# Маунт-Рейнир (Мэриленд)
Маунт-Рейнир (англ. Mount Rainier) — город в округе Принс-Джорджес в штате Мэриленд в Соединённых Штатах Америки.
Согласно данным переписи населения США 2020 года число жителей города 
составляло 8 333 человека, что заметно больше, чем было во время предыдущей переписи (8 093 человека).

## История
Поселение получило своё название в 1891 году в честь знаменитой горы в штате Вашингтон.

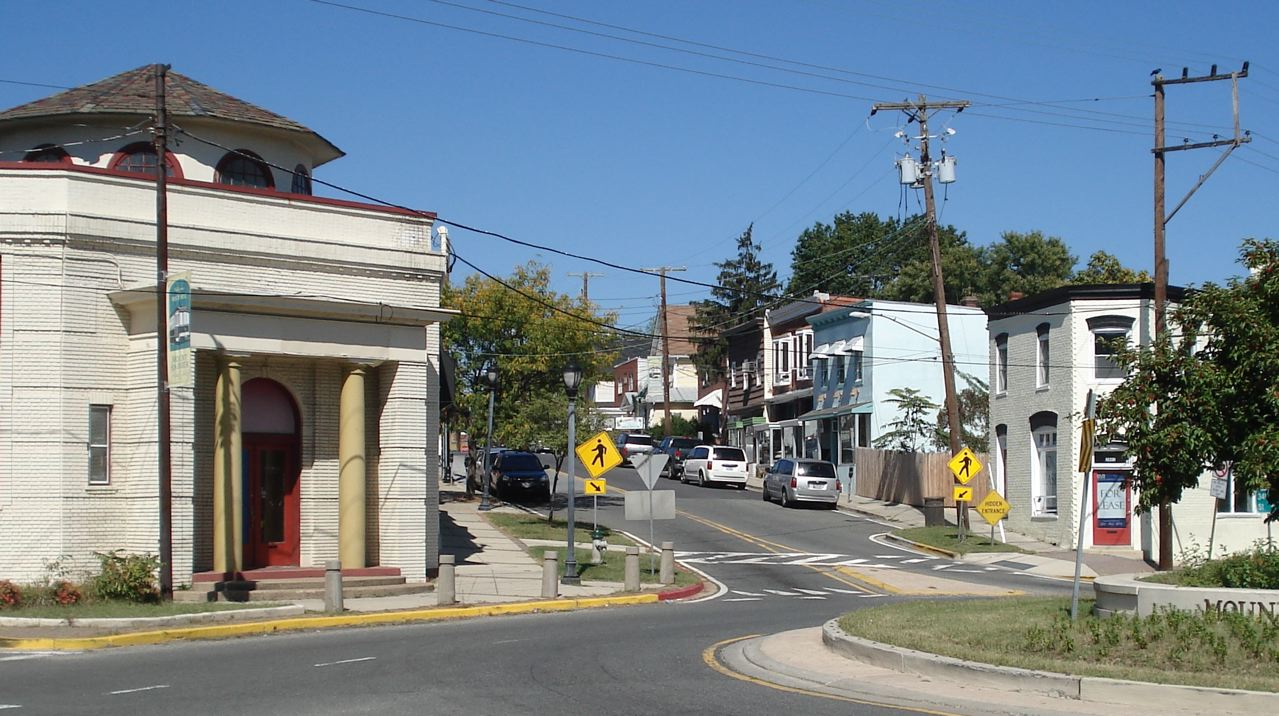
Даунтаун

В 1899 году трамвайная линия соединила Маунт-Рейнир с Вашингтоном, что привлекло застройщиков и потенциальных покупателей и с того времени поселение начало расти (кроме 1970—1980-х гг., когда был демографический спад). Этому способствовало и то, что недвижимость здесь стоит заметно дешевле, чем в самой столице.
В 1904 году в Маунт-Рейнире появилось первое отделение Почтовой службы США.
14 апреля 1910 года сообщество Маунт-Рейнир официально получило статус города.
В 1923 году была построена первая государственная школа Маунт-Рейнира, и в том же году город открыл вакансию для своего первого полицейского.
Несколько зданий и сооружений Маунт-Рейнира отмечены в Национальном реестре исторических мест.

## География
Согласно данным Бюро переписи населения США, общая площадь города Маунт-Рейнир составляет 0,65 квадратных миль (1,68 км2), всю эту территорию занимает суша.